# Ptisana fraxinea
Ptisana fraxinea е вид растение от семейство Маратиеви (Marattiaceae).

## Местообитание
Видът е широко разпространен в Замбия, Зимбабве, Малави, Мозамбик, Република Южна Африка, Свазиленд, тропическа Африка. Извън африканския континент видът се среща и в Австралия, Нова Зеландия и тропическите острови в Тихия океан.
Вирее във влажните афромонтански гори и крайречни зони на надморска височина до 2000 метра.

## Описание
Представлява голяма папрат. Има големи, разклоняващи се стебла. Изправеното стебло има кръгло сечение и достига до 1 метър височина. Кората му е зелена до светлокафява.
Коренното население на Южна Африка ползва растението за лечение на анкилостомидоза.
- Корените и стеблата на M. fraxinea
- Младо стебло
- Ботаническа илюстрация
- Marattia fraxinea в Кирстенбош